# Camabatela
Camabatela, também grafada como Kamabatela e anteriormente conhecida como Mufongo, é uma cidade e comuna de Angola, sede do município de Ambaca, na província do Cuanza Norte.
Camabatela foi fundada em 1611, pelos portugueses, ascendendo, em 14 de julho de 1934, à categoria de vila e sede municipal.

## Etimologia
O nome Camabatela foi dado à cidade como extensão do nome de um antigo bairro homônimo; por sua vez, nas proximidades desse bairro existia um rio que em suas margens cresciam muitas árvores espinhosas de folhas largas que se chamavam de mabatela (plural)/dibatela (singular), usadas como embrulho para transportar alimentos.
Antes de receber o nome Camabatela a localidade era conhecida como Mufongo. Já este termo deve-se a existência na região de uma árvore que produzia frutos, a que os populares chamavam de mufongos.

## Geografia
Situada a una altitude de 1178 m, tem 11 600 habitantes.

## Historia
Os portugueses chegaram pela primeira vez em Ambaca em 1611, instalando-se primeiro na região do Quilalu, seguindo depois para Camabatela e para a região de Maúa. Acabaram, por fim, voltando novamente para Camabatela, sob pretexto de comércio com os moradores locais. Após muitos conflitos com os nativos, ergueram um forte-presídio na localidade.
Durante o domínio português na comuna, construíram-se várias obras que hoje representam o patrimônio histórico local, como é o caso da Igreja do centro da cidade, erguida sob a liderança do frei Samuel de Chiupano, inaugurada em 23 de janeiro de 1961, por Dom Moisés Alves de Pinho, assim como o Matadouro Municipal, construído na década de 1970.
Em Negage e Camabatela foram formados os núcleos rebeldes que protagonizaram alguns dos primeiros ataques do que viria a ser a Frente Nacional de Libertação de Angola (FNLA), a 17 de março de 1961, já dentro da Guerra de Independência de Angola. Ao não obterem suficiente apoio do povo nativo, a revolta fracassou e foram detidos em Camabatela os seis membros do governo rebelde e as populações nativas regressaram às fazendas sobre o controle do Exército Português.

## Infraestrutura
Possui um aeródromo para voos particulares e domésticos, o Aeroporto de Camabatela (FNCM).

## Cultura e lazer
O maior patrimônio histórico-arquitetônico da localidade é a magnífica Igreja da Missão Católica de Camabatela, construída nas décadas de 1950 e 1960, e que tem contornos semelhantes aos grandes castelos europeus. A construção é imponente, de estilo neomedievalista e feição romano‐gótica, possuindo duas torres com arcos redondos duplos, galilé ogival, contrafortes cilíndricos com remate cónico - frequente nas missões angolanas. Constitui o exemplo mais grandioso das missões católicas no Cuanza Norte.